# 間野勉
間野 勉（まの つとむ 1960年 - ）は、日本の生態学者。専門は野生動物生態学、保護管理学。北海道全域のヒグマ個体群モニタリング、ヒグマ保護管理計画策定に携わる。

## 人物
1960年生まれ。日本クマネットワーク地区委員、北海道大学大学院農学研究科博士課程修了。1992年3月、「ヒグマ狩猟個体群構成の分析による個体群動態解析の問題点 -北海道渡島半島域の隔離個体群の分析-」で農学博士（北海道大学）。北海道環境科学研究センター自然環境部研究職員、同野生動物科長を経て、2006年4月より北海道環境科学研究センター・主任研究員兼野生動物科長。
国際自然保護連合種の保存委員会（IUCN/SSC）クマ専門家グループメンバー、同北アジア地域ヒグマエキスパートチーム共同代表、日本哺乳類学会評議員、同保護管理専門委員会委員、環境省委託平成18年度クマ類の出没に係る対応のあり方等緊急調査検討委員会委員、特定鳥獣保護管理計画マニュアル改訂検討委員会委員などを兼任。
ヒグマと人間の共存の必要性を訴えつつも、対策に必要な人手も人材も足りない現状ではハンターによる駆除しか選択肢がないと語っている。また、熊に襲われた時の対処として、地面に伏せて「死んだふり」をしながら頸部や後頭部を守りつつ30秒～1分耐えれば熊は立ち去ると発言している（『あなたとヒグマの共存のために』、2004年9月7日付北海道新聞、2013年10月14日付北海道新聞など）。この発言については門崎允昭が反論している。

## 著書
- 大泰司紀之、梶光一、間野勉『シカ・クマ国際フォーラム北海道1990報告書』（野生生物情報センター、1990年）
- 『日本動物大百科 第1巻』（分担執筆、平凡社、1996年）
- 『Bears their status and conservation action plan』（分担執筆、IUCN、1999年）
- 天野哲也、増田隆一、間野勉『ヒグマ学入門』（北海道大学出版会、2006年）
- 北海道環境生活部環境局生物多様性保全課『あなたとヒグマの共存のために[8]』（パンフレット）

## 論文
- 国立情報学研究所収録論文（国立情報学研究所）